# Candor (Francja)
Candor – miejscowość i gmina we Francji, w regionie Hauts-de-France, w departamencie Oise.
Według danych na rok 1990 gminę zamieszkiwało 258 osób, a gęstość zaludnienia wynosiła 29 osób/km² (wśród 2293 gmin Pikardii Candor plasuje się na 741. miejscu pod względem liczby ludności, natomiast pod względem powierzchni na miejscu 538.).